# Adlercreutzia equolifaciens
Adlercreutzia aquolifaciens es una bacteria grampositiva del género Adlercreutzia. Fue descrita en el año 2008, es la especie tipo. Su etimología hace referencia a producción de equol. Es anaerobia estricta e inmóvil. Tiene un tamaño de 0,6-0,7 μm de ancho por 1,5-2,7 μm de largo. Forma colonias grises, circulares, enteras, convexas y lisas en agar BL. Tiene un genoma de 2,9 Mpb y un contenido de G+C de 64-67%. Se ha aislado de heces humanas en personas sanas. Parece que su presencia en la microbiota humana puede tener un efecto antiinflamatorio y proteger ante enfermedades hepáticas.
Contiene dos subespecies descritas:
- A. equolifaciens subsp. equolifaciens.

- A. equolifaciens subsp. celata: anteriormente conocida como Asaccharobacter celatus.[4]